# Transporte em Lisboa

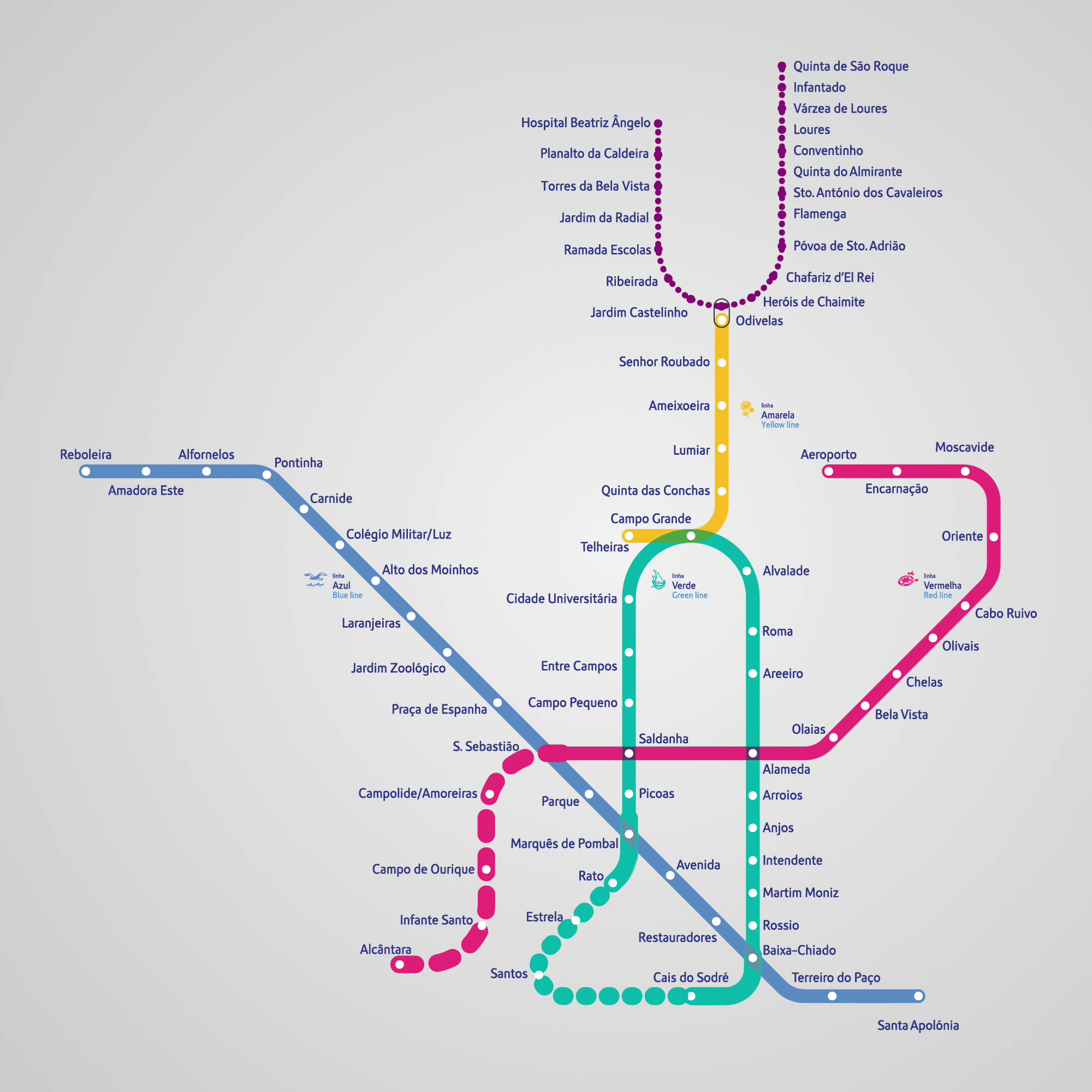
Diagrama da rede do Metropolitano de Lisboa após a conclusão dos projetos em curso.

O transporte em Lisboa é uma rede de comunicações que permite o movimento de mercadorias e passageiros entre os distintos pontos da cidade de Lisboa e entre esta e outros municípios.
Esta comunicação produz-se mediante vários meios, como pode ser o barco, o metro, o comboio, os urbanos, o autocarro, urbano ou interurbano, ou simplesmente a rede de estradas, que permite as deslocações mediante transporte privado, incluindo os táxis.
Atualmente, Lisboa é privilegiada e relação ao transporte público. Os vários meios de transporte, e respetivas infraestruturas, estão organizados de forma a reduzir substancialmente o trânsito automóvel na área metropolitana e principalmente na sua zona central, a cidade de Lisboa, possibilitando uma rápida circulação, quer de quem circula dentro da cidade, quer de quem se desloca desde a periferia.
Em 2015, as empresas Metropolitano de Lisboa, Carris (estas duas já fundidas desde 2012) e Transtejo e Soflusa seriam operacionalmente fundidas na Transportes de Lisboa, criada com o propósito de promover a "intermodalidade e [a] otimização do serviço prestado" e, também, organizar a subconcessão da exploração dos transportes públicos da capital a operadores privados (neste caso ganho pela Avanza). Entretanto, tal fusão foi extinta em 2017 e as 3 empresas voltariam a ter operações distintas.

## Metropolitano de Lisboa
O Metropolitano de Lisboa MH IH é o sistema de metropolitano da cidade de Lisboa. Foi inaugurado em 29 de Dezembro de 1959, tornando-se desta forma na primeira rede de metropolitano de Portugal. É constituído por quatro linhas com 52 estações (seis das quais são estações duplas e de correspondência), numa extensão total de 39,6 km.

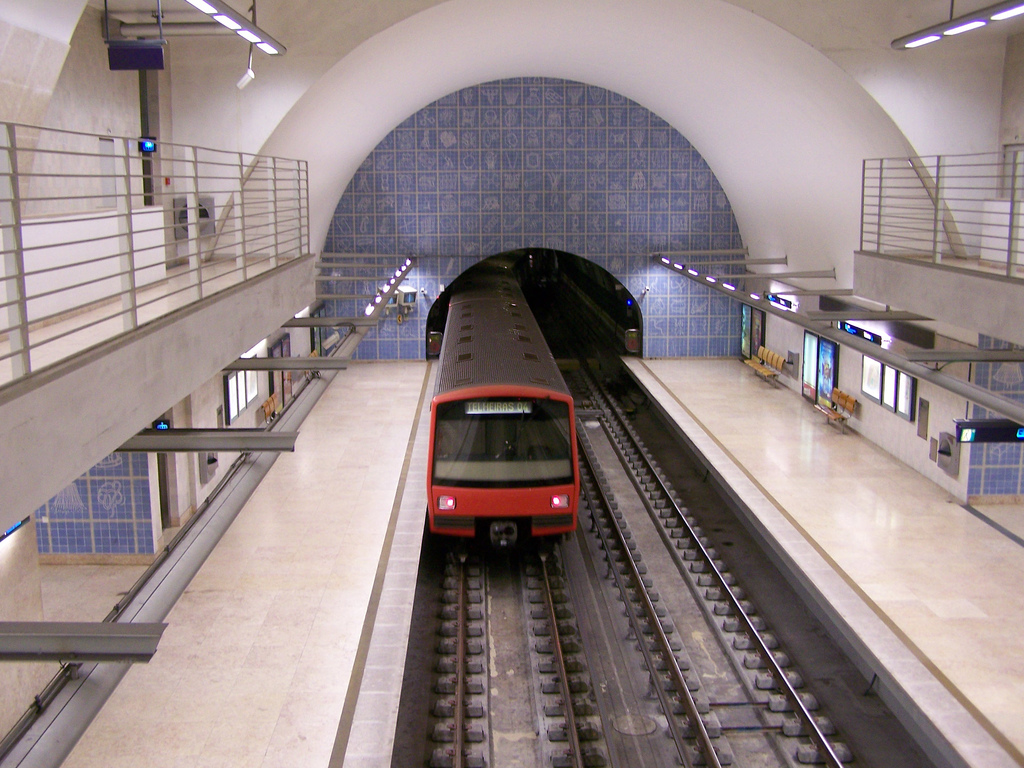
Metropolitano de Lisboa, na estação de Telheiras.

| Nome/ /Símbolo | Nome/ /Cor | Nome anterior | Terminais                  | Primeira operação | Extensão | Estações |
| -------------- | ---------- | ------------- | -------------------------- | ----------------- | -------- | -------- |
| Gaivota        | Azul       | Linha A       | Reboleira - Santa Apolónia | 1959              | 13,7 km  | 17       |
| Girassol       | Amarela    | Linha B       | Odivelas- Rato             | 1959              | 11,1 km  | 13       |
| Caravela       | Verde      | Linha C       | Telheiras - Cais do Sodré  | 1963              | 08,9 km  | 13       |
| Oriente        | Vermelha   | Linha D       | São Sebastião - Aeroporto  | 1998              | 10,5 km  | 12       |

## Pontes

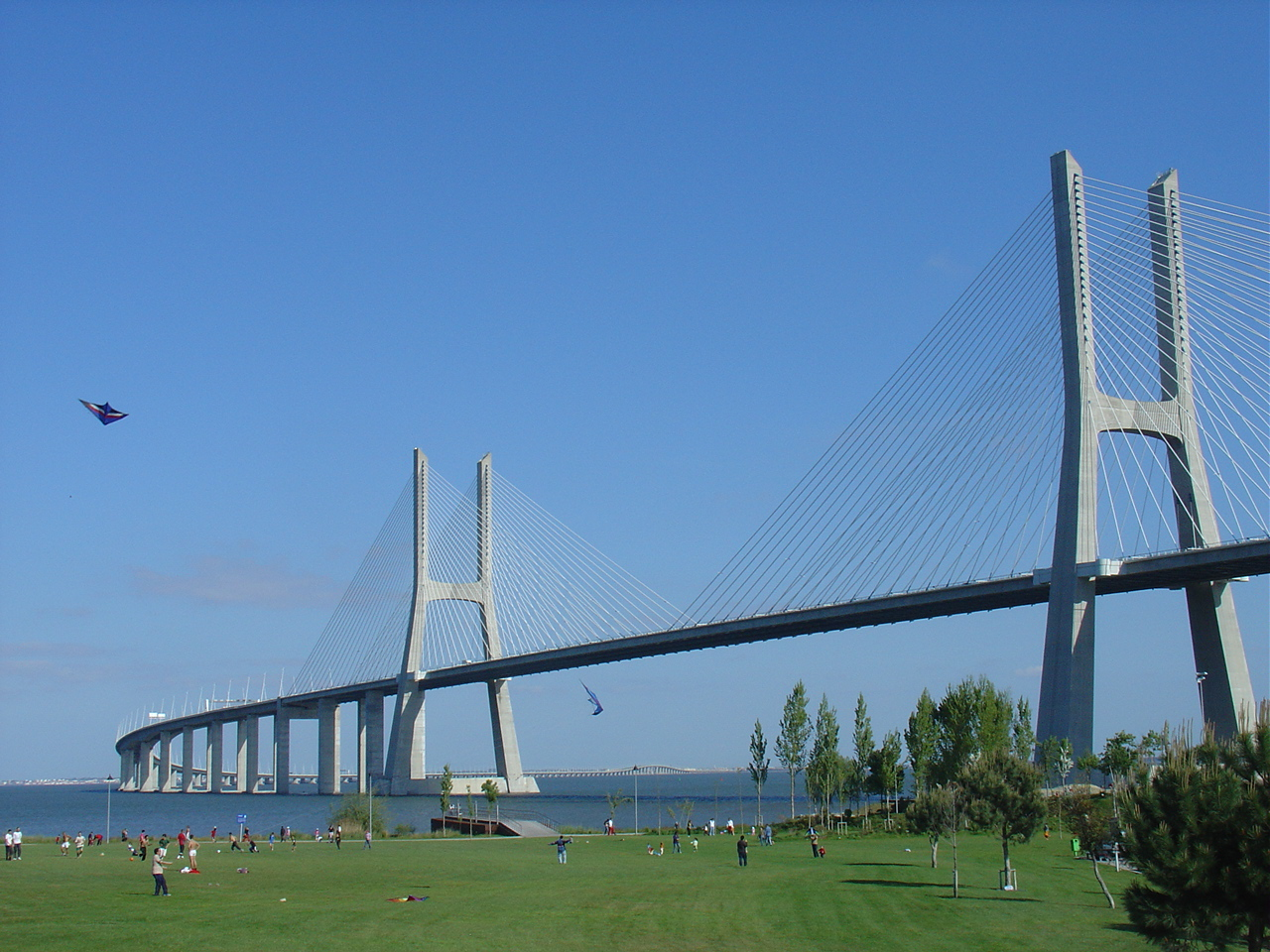
Ponte Vasco da Gama, uma das mais longas da Europa.

Duas pontes unem a cidade à margem sul do rio Tejo: a Ponte 25 de Abril que liga Lisboa a Almada, inaugurada em 1966 com o nome de Ponte Salazar e posteriormente rebatizada com a data da Revolução dos Cravos, e a Ponte Vasco da Gama, com 17.2 km de comprimento, uma das mais longas pontes da Europa e do Mundo, que liga Lisboa e Sacavém ao Montijo. Inaugurada em 1998 no âmbito da Expo 98, comemora também os 500 anos da chegada de Vasco da Gama à Índia. Existe um projeto aprovado para a construção de uma terceira ponte sobre o Rio Tejo, que ligaria o Barreiro a Chelas.

## Aeroporto de Lisboa

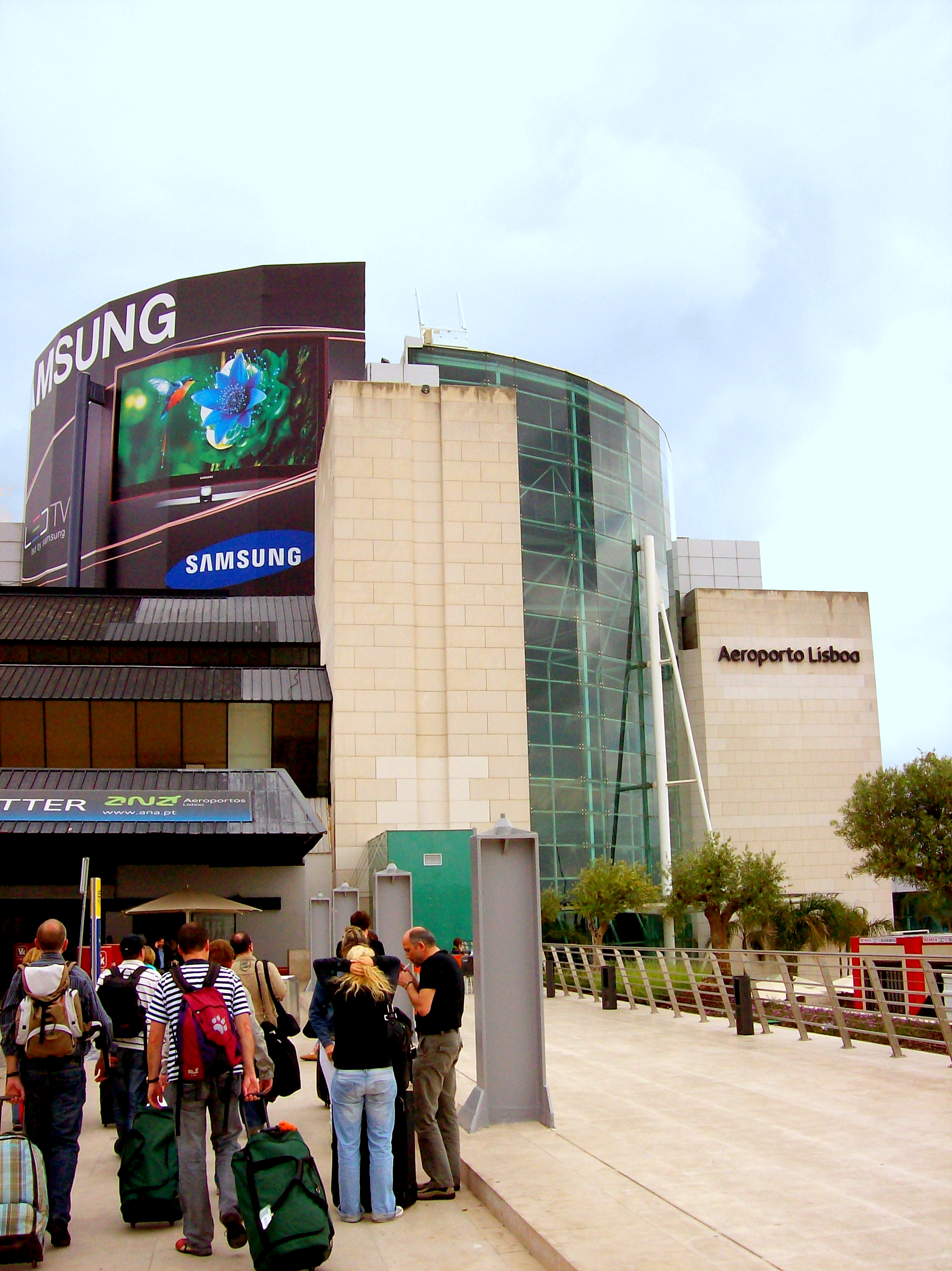
Aeroporto da Portela, o maior aeroporto em Portugal, com um tráfego anual de cerca de 33 milhões de passageiros.

O Aeroporto de Lisboa está localizado na zona da Portela, no nordeste da cidade e a 7 km do centro. O Aeroporto da Portela é o maior aeroporto em Portugal, com um volume de tráfego de cerca de 33 milhões de passageiros por ano. Aberto ao tráfego em 1942, o aeroporto é servido por duas pistas e possuí dois terminais.
Desde 1969 que tem-se estudado planos de um novo aeroporto para Lisboa, entretanto, os vários atrasos, suspensões, reaberturas e mudanças no aeroporto, desde a sua localização na Ota até ao Campo de Tiro de Alcochete (esta última aonde será feito o aeroporto, a cerca de 40 km da cidade) fez com demorasse mais de 50 anos para as obras do novo aeroporto começarem.

## Porto de Lisboa e transportes fluviais
O Porto de Lisboa é um dos principais portos turísticos europeus, paragem de numerosos cruzeiros. Está equipado com três cais para navios-cruzeiro: Alcântara, Rocha Conde Óbidos e Santa Apolónia. A cidade tem ainda várias marinas para barcos de recreio, nas docas de Belém, Santo Amaro, Bom Sucesso, Alcântara Mar e Olivais. Existe ainda uma rede de transportes fluviais, a Transtejo, que liga as duas margens do Tejo, com estações no Cais do Sodré, Belém e Terreiro do Paço na margem norte, e Cacilhas, Barreiro, Montijo, Trafaria, Porto Brandão e Seixal na margem sul.

## Elétricos e elevadores

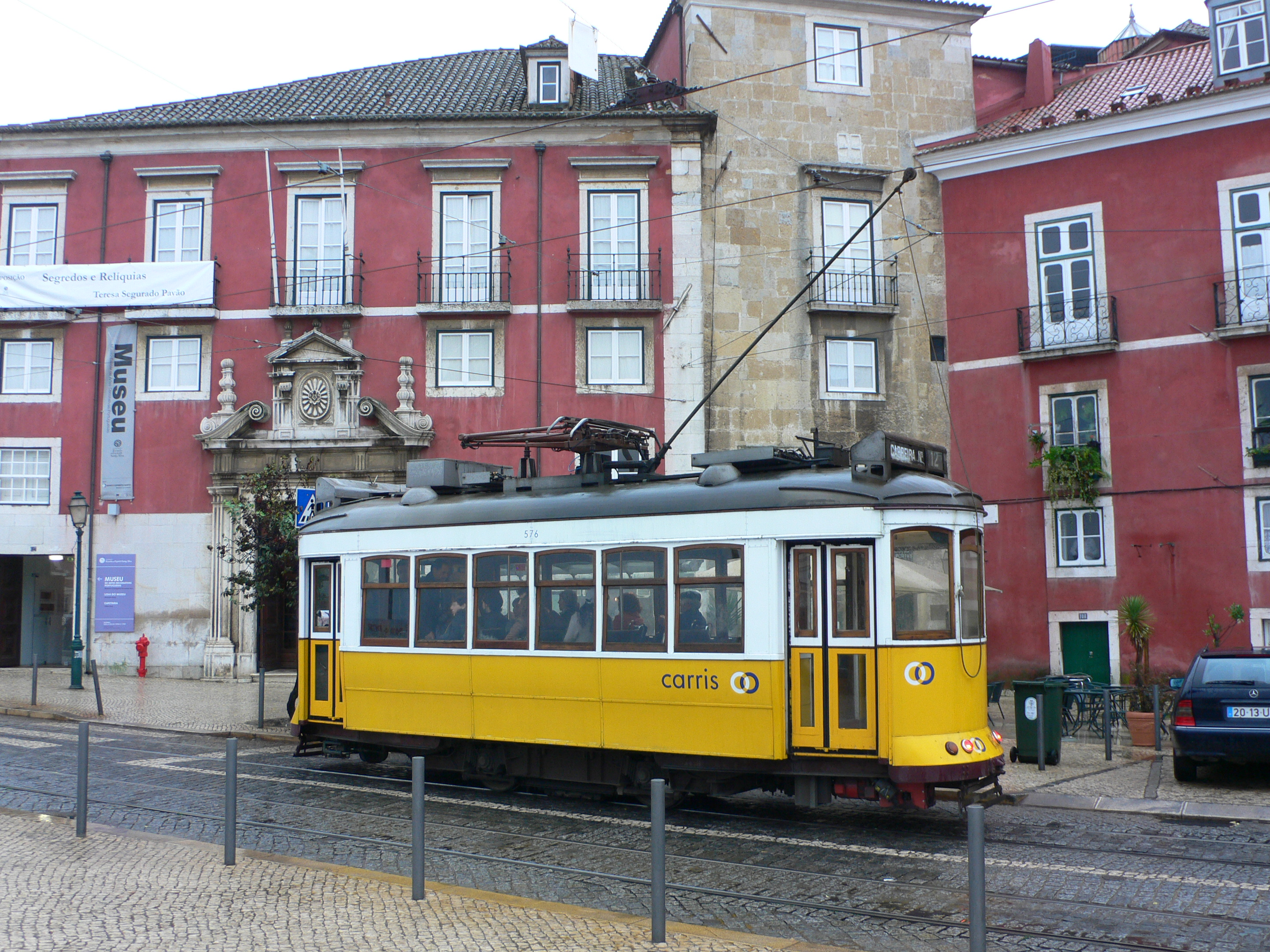
Elétrico

Com a sua cor amarela característica, os elétricos são o transporte tradicional no centro da cidade.  São explorados pela Carris, assim como os vários elevadores que galgam as colinas de Lisboa: elevador da Bica, elevador da Glória, elevador do Lavra e elevador de Santa Justa.
A rede de elétricos é composta atualmente por seis carreiras e percorre um total de 54 km de linhas em bitola de 900 mm, sendo 13 km em faixa reservada. Emprega 138 guarda-freios (condutores de elétricos, funiculares e elevador) e uma frota de 78 veículos (45 históricos “remodelados”, 25 articulados e 8 históricos “ligeiros”), baseados numa única estação — Santo Amaro.

## Transportes rodoviários

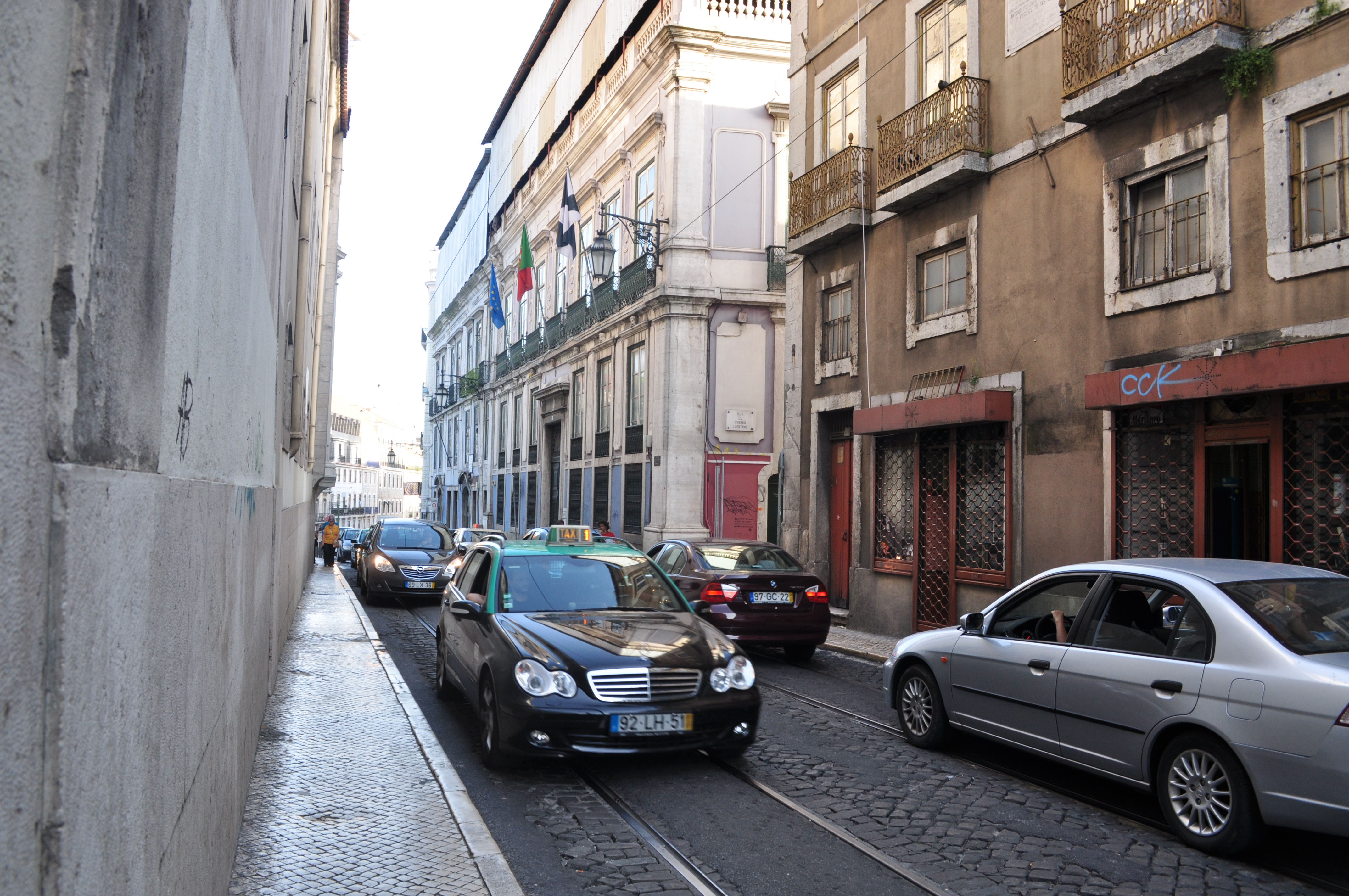
Táxi, em serviço urbano.

A nível municipal, a exploração dos autocarros está também a cargo da Carris. A nível metropolitano e intermunicipal, a exploração dos autocarros está a cargo de 4 empresas sob a marca Carris Metropolitana, que faz ligações dos munícipios vizinhos a vários pontos de Lisboa, inclusive o Oriente e Sete Rios onde se localizam os Terminais Rodoviários de Lisboa, de onde partem e chegam todos os dias dezenas de autocarros com os mais variados destinos nacionais e internacionais.
Os táxis também são muito comuns na cidade, sendo atualmente de cor creme, muitos mantêm ainda as cores emblemáticas dos táxis antigos: preto e verde. Existem várias praças de táxis e circulam milhares de táxis por toda a cidade.
Apesar da rede de transportes, todos os dias se deslocam para Lisboa mais de 3 milhões de automóveis. Lisboa e a sua área metropolitana são atravessadas por duas autoestradas circulares, uma exterior e outra interior - a CRIL, Circular Regional Interior de Lisboa e a CREL,Circular Regional Exterior de Lisboa, ou A9. As principais autoestradas que ligam a cidade à envolvente são as A1 (em direção a norte, por Vila Franca de Xira), A8 (também para norte, via Loures), A5 (em direção a oeste, até Cascais), A2 (para sul, por Almada) e A12 (para leste, por Montijo).

## Transportes ferroviários

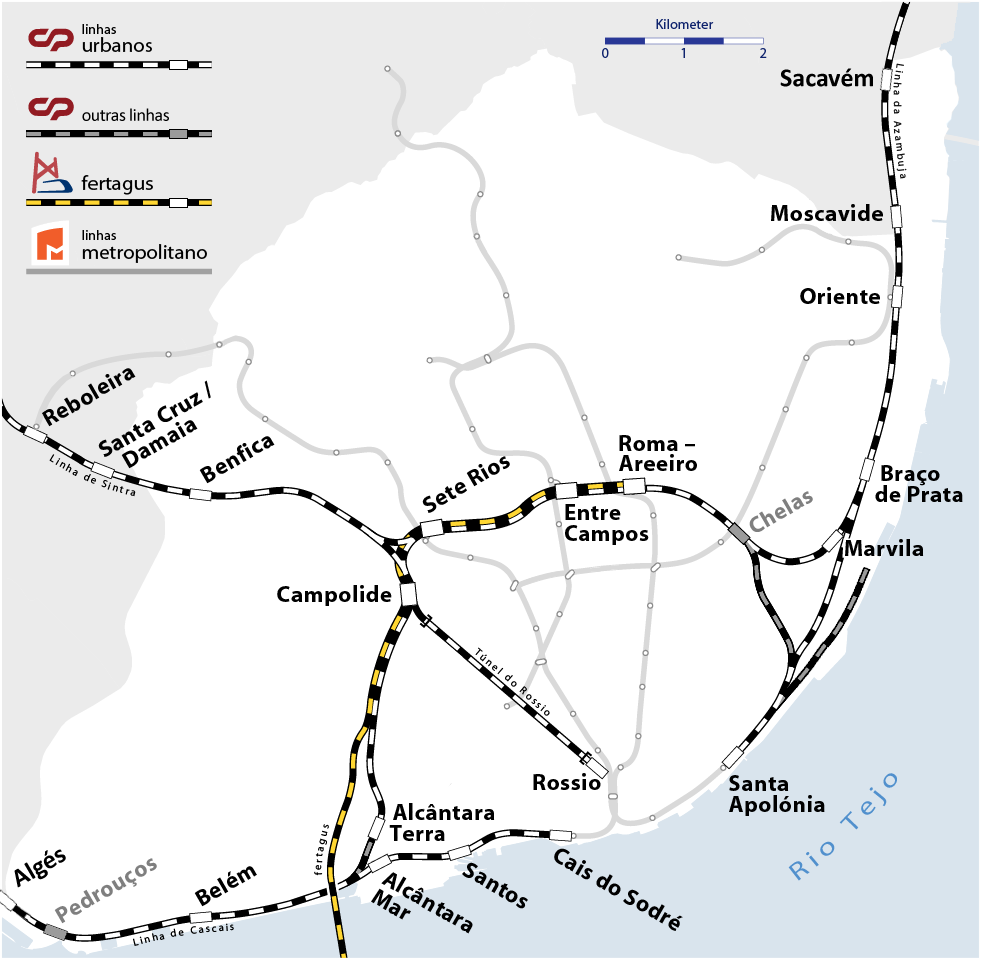
Mapa da rede ferroviária do concelho de Lisboa e em redor, com os serviços da CP, Fertagus e Metropolitano de Lisboa

A CP Lisboa é a unidade de negócios da empresa pública ferroviária portuguesa Comboios de Portugal vocacionada para a prestação do serviço urbano de transporte ferroviário pesado de passageiros na Área Metropolitana de Lisboa. A Fertagus, empresa privada, opera os comboios entre Roma-Areeiro e Setúbal, passando pela Ponte 25 de Abril.

### Serviços (CP)
- AZ Linha da Azambuja: Santa Apolónia / Alcântara-Terra - Azambuja, usando a Linha de Cintura e parte da Linha do Norte.[29]
- C Linha de Cascais: coincidente com a Linha de Cascais.[29]
- S Linha de Sintra: Rossio / Alverca - Sintra / Mira-Sintra - Meleças, usando a Linha de Sintra e partes da Linha do Norte, Linha de Cintura e Linha do Oeste.[29]
- SA Linha do Sado: Barreiro - Praias do Sado-A, usando partes da Linha do Alentejo e da Linha do Sul.[29]

### Serviços (Fertagus)
- 1 Serviço 1: Roma-Areeiro - Coina, usando partes da Linha de Cintura e Linha do Sul.[30]
- 2 Serviço 2: Roma-Areeiro - Setúbal, usando partes da Linha de Cintura e Linha do Sul.[30]

## Percursos cicláveis
Segundo dados de 2000, da Câmara Municipal de Lisboa, e segundo a tipologia de percursos cicláveis, existiam e estavam em projecto 84 km de percursos de bicicleta, 50 km de pistas cicláveis, 73 km de faixas circuláveis e 74 km de tipologia de coexistência com veículos. Em 2008, dava-se a informação que Lisboa iria fazer um investimento de 5 milhões de euros (parte dele com fundo do Quadro de Referência Estratégico Nacional) com o intuito de serem executados mais 40 km de novas vias cicláveis, havendo também a intenção de fazer recuperação de outras já existentes. Na área ribeirinha da cidade, existe já uma pista entre Belém e Cais do Sodré, que irá mais tarde ligar também a Santa Apolónia e posteriormente até ao Parque das Nações. Estava também previsto a instalação de uma rede de 2500 bicicletas, 250 postos de bicicletas e 65 estacionamentos. Em 2009, a informação era a de que já era possível pedalar entre Benfica e Campolide. Em dois anos, a cidade teria 90 km de pistas cicláveis e poderia estar equipada com cerca de 90 quilómetros de pistas cicláveis. Nesse mesmo ano, estaria previsto o funcionamento do anel "Palácio da Justiça - Campolide - Benfica - Carnide - Telheiras - Lumiar - Campo Grande" e a entrada em obras do percurso que uniria, em vários troços, Telheiras ao Parque das Nações. Atualmente, existem  também a ciclovia de Monsanto, de 6 km de extensão.

## Bilhética

### Bilhetes

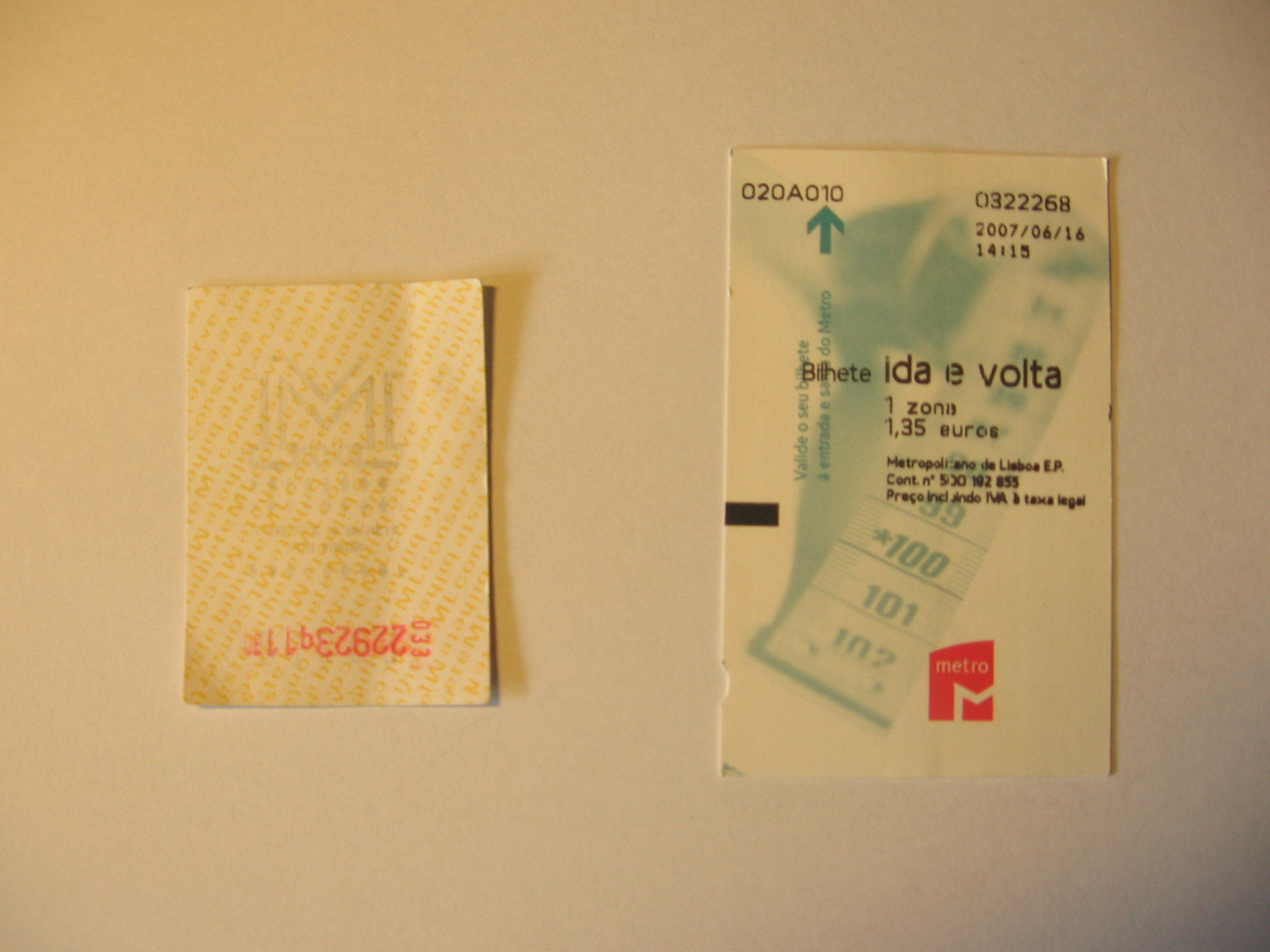
Antigos bilhetes do Metropolitano de Lisboa, estando à esquerda o mais antigo.

Em 2004 a rede do Metropolitano de Lisboa saiu dos limites geográficos da cidade; esse facto fez com que se criasse um novo tarifário que dependia de zonas, até então desnecessário. Foi estabelecido um sistema de coroas urbanas sendo que a cidade fica na Coroa L e uma primeira coroa, fora da primeira, Coroa 1 na qual ficam as novas estações do Metro.
Desta forma, um passageiro que viaje na Linha Azul na direção Santa Apolónia–Amadora-Este, ou vice-versa, tem de comprar um bilhete de 2 Zonas se passar para além da estação da Pontinha. O mesmo sucede na Linha Amarela, no sentido Rato–Odivelas, ou vice-versa, se passar pela estação de Senhor Roubado.
A rede de metropolitano de Lisboa dispões de uma vasta gama de títulos de transporte que permitem várias modalidades de transporte de passageiros. Para clientes que utilizam com pouca frequência os serviços prestados pelo Metropolitano de Lisboa, estão disponíveis os cartões 7 colinas ou Viva Viagem.
A 1 de fevereiro de 2012 as "Coroas" passaram a aplicar-se apenas nos passes urbanos, tendo a sua aplicação sido abandonada nos bilhetes simples, passando a cobrar-se um único valor, independentemente se o utilizador vá além da "Coroa L" ou não.

#### Cartão 7 Colinas / Viva Viagem
O Cartão 7 Colinas / Viva Viagem é um suporte sem contacto para carregamento de títulos das empresas transportadoras aderentes. Para a sua utilização, os passageiros, têm de carregar este cartão com o título de transporte pretendido, em qualquer ponto de venda do Metropolitano de Lisboa. Este cartão têm um custo de 0,50€ e pode ser utilizado para carregar títulos da Carris, Metropolitano de Lisboa, Fertagus, CP, Transtejo e Soflusa. Os títulos que podem ser carregados neste cartão, tanto podem ser intermodais (modalidade zapping, em que se carrega um valor monetário em Euros), isto é, que abrangem mais quem uma operadora, como podem ser exclusivos, como será o caso de um bilhete simples do Metro que terá de ser carregado neste cartão. Este cartão tem a validade de um ano após o carregamento do primeiro título, e deixará de poder ser carregado findo este prazo. Os títulos entretanto no cartão poderão ser utilizados, para além deste prazo.

### Passes

#### Lisboa Viva
O cartão Lisboa Viva é um suporte de bilhetes sem contacto, que permite o carregamento de títulos mensais, que podem ser em exclusivo do Metro de Lisboa ou podem ser articulados com outras operadores como a Carris ou a CP.

#### Navegante
Em fevereiro de 2019, com a implementação destes novos passes, foram extintos todo o tipo de passes intermodais e combinados acima dos 30 € e criados passes Navegantes Municipais (30 €), válidos em todos os transportes coletivos de passageiros dentro dos limites no município de Lisboa, e criado o Passe Navegante Metropolitano (40 €), válido em todos os transportes coletivos de passageiros dentro da Área Metropolitana de Lisboa.